# Helina inscia
Helina inscia är en tvåvingeart som först beskrevs av Walker 1858.  Helina inscia ingår i släktet Helina och familjen husflugor. Inga underarter finns listade i Catalogue of Life.